# 西连镇
西连镇，是中华人民共和国广东省湛江市徐闻县下辖的一个乡镇级行政单位。

## 行政区划
西连镇下辖以下地区：
西连社区、西连村、边板村、迈谷村、北海村、龙腋村、大井村、龙耳村、石马村、英邱村、金土村、水尾村、承梧村、田西村、瓜藤村和乐琴村。